# غوسطاف دولور
غوسطاف دولور (مواليد 24 يونيو 1913 - الوفاة 28 يناير 2002) كان دراج بلجيكي في صنف سباق الدراجات على الطريق.

## سباقات أو مراحل فاز بها
- طواف فرنسا
- طواف إسبانيا

## روابط خارجية
- غوسطاف دولور على موقع أرشيف الدراجات (الإنجليزية)
- غوسطاف دولور على موقع إحصائيات الدراجات الإحترافية (الإنجليزية)
- غوسطاف دولور على موقع CycleBase (الإنجليزية)